# Plouguenast
Plouguenast (bretonisch: Plougonwaz) ist eine Ortschaft und eine ehemalige französische Gemeinde mit 1825 Einwohnern (Stand 1. Januar 2022) im Département Côtes-d’Armor in der Region Bretagne. Sie gehörte zum Arrondissement Saint-Brieuc und zum Kanton Mûr-de-Bretagne.
Mit Wirkung vom 1. Januar 2019 wurden die ehemaligen Gemeinden Plouguenast und Langast zur Commune nouvelle Plouguenast-Langast zusammengelegt und haben in der neuen Gemeinde den Status einer Commune déléguée. Der Verwaltungssitz befindet sich im Ort Plouguenast.

## Geografie
Plouguenast liegt 35 Kilometer südlich von Saint-Brieuc am Flüsschen Lié.

## Bevölkerungsentwicklung
| Jahr                       | 1962  | 1968  | 1975  | 1982  | 1990  | 1999  | 2006  | 2016  |
| Einwohner                  | 2.041 | 1.943 | 1.865 | 1.821 | 1.781 | 1.719 | 1.773 | 1.855 |
| Quellen: Cassini und INSEE |       |       |       |       |       |       |       |       |

## Sehenswürdigkeiten
- Kirche Saint-Pierre
- Kirche Saint-Pierre-et-Saint-Paul